# الانتخابات العامة الصربية 1992
الانتخابات العامة الصربية 1992 هي الانتخابات العامة الصربية جرت في 20 ديسمبر 1992، في صربيا، لانتخاب رئيس صربياولانتخاب عضو الجمعية الوطنية في صربيا.
فاز بالانتخابات نيكولا شينوفيتش.